# Heinrich XIX. (Reuß-Greiz)

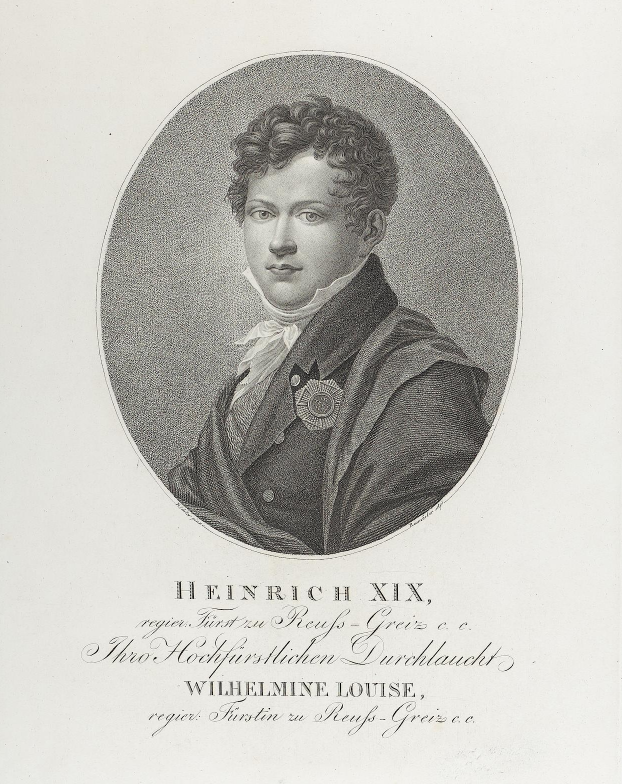
Fürst Heinrich XIX. Reuß ä.L.

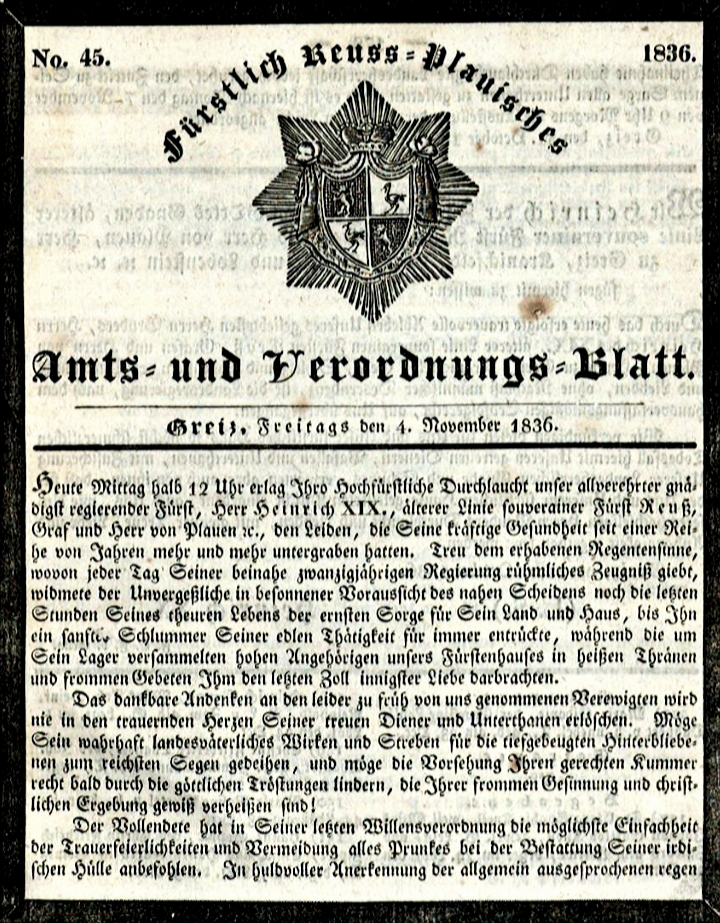
Todesanzeige für Fürst Heinrich XIX.

Heinrich XIX., Fürst Reuß ältere Linie, Graf und Herr zu Plauen, Herr zu Greiz, Kranichfeld, Gera, Schleiz und Lobenstein (* 1. März 1790 in Offenbach; † 31. Oktober 1836 in Greiz).

## Leben
Heinrich XIX. war ein Sohn des Fürsten Heinrich XIII. Reuß zu Greiz und dessen Gemahlin Prinzessin Luise von Nassau-Weilburg (1765–1837). Er folgte seinem Vater als Fürst Reuß zu Greiz 1817.
1819 ließ Heinrich gegenüber dem Unteren Schloss durch den Baumeister Wilhelm Pöhl die sogenannte „Alte Wache“ errichten, in der bis 1918 die Schlosswache untergebracht war.
Fürst Heinrich heiratete am 7. Januar 1822 in Prag Prinzessin Gasparine (1798–1871), Tochter des Prince Charles de Rohan-Rochefort. Ihr zu Ehren errichtete er auf dem Alexandrinenberg in Greiz den Gasparinentempel. Da seine Gemahlin katholischen Glaubens war, ließ der Fürst die Porzellanrotunde im Greizer Park in eine katholische Kapelle umwandeln. Fürstin Gasparine begründete in Greiz auch wieder eine katholische Gemeinde.
Da er aus seiner Ehe nur zwei Töchter hatte, ging die Regierung nach seinem Tod an seinen Bruder Heinrich XX. über.

## Nachkommen
- Luise Caroline (1822–1875)
⚭ 1. 1842 Prinz Eduard von Sachsen-Altenburg
⚭ 2. 1854 Fürst Heinrich IV. Reuß zu Köstritz
- Elisabeth Henriette (1824–1861) ⚭ 1844 Fürst Karl Egon III. zu Fürstenberg (1820–1892)